# Sclerocheilus antarcticus
Sclerocheilus antarcticus är en ringmaskart som beskrevs av Ashworth 1915. Sclerocheilus antarcticus ingår i släktet Sclerocheilus och familjen Scalibregmatidae. Inga underarter finns listade i Catalogue of Life.